# Valdesia (República Dominicana)
La Región de Valdesia o simplemente Valdesia es una subdivisión de la región sur de la República Dominicana que incluye las  provincias de San Cristóbal, San José de Ocoa y Peravia. 
La subregión de Valdesia limita al norte con las provincia de La Vega, Monseñor Nouel, y Sanchez Ramírez,(subregión Cibao Sur) al oeste con Azua (subregión de El Valle), al este la Provincia de Santo Domingo (subregión del Ozama) y al sur el Mar Caribe, con una extensión de 2,854.44 km².

## Historia
Antes de 2004, mediante el artículo 46 sobre la definición de demarcación territorial y los
ámbitos territoriales comunes del decreto n.º 685 de fecha 1 de septiembre del 2000, esta región estaba conformada por las provincias Peravia, San Cristóbal y Monte Plata. El 1 de enero de 2001, entró en vigencia la Provincia de San José de Ocoa creada el 6 de septiembre de 2000, mediante la ley no.66. 
En el 2004 mediante el Decreto n.º 710 de fecha 30 de julio de 2004 sobre división regional, quedó conformada por las provincias Peravia, San Cristóbal, San José de Ocoa y Azua que pertenecía a la región del valle, en donde Monte Plata pasó a formar parte de la subregión del Higuamo.
En 2022 mediante la Ley Orgánica 345-22 de Regiones Únicas de Planificación de República Dominicana aprobada por el Congreso Nacional y promulgada por el presidente Luis Abinader, la región quedó conformada por las provincias Peravia, San Cristóbal y San José de Ocoa, donde Azua volvió a formar  parte de la región del Valle.  

## Zona geográfica

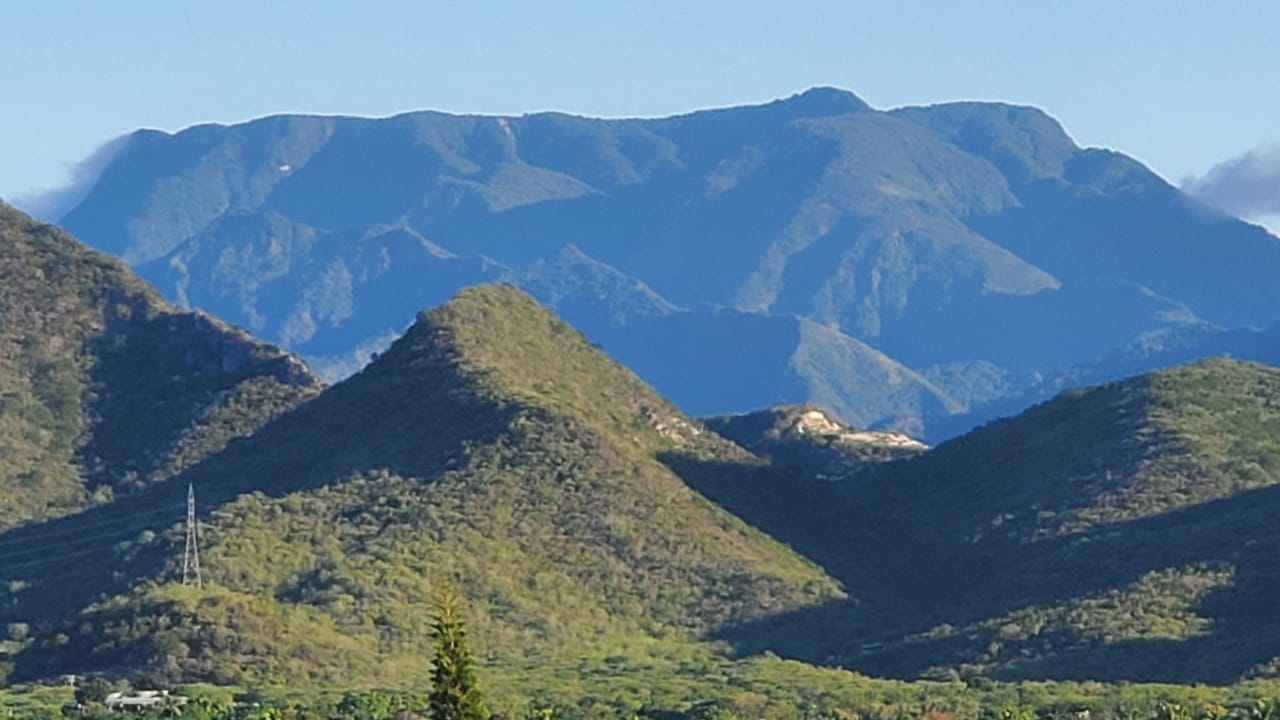
La Barbacoa

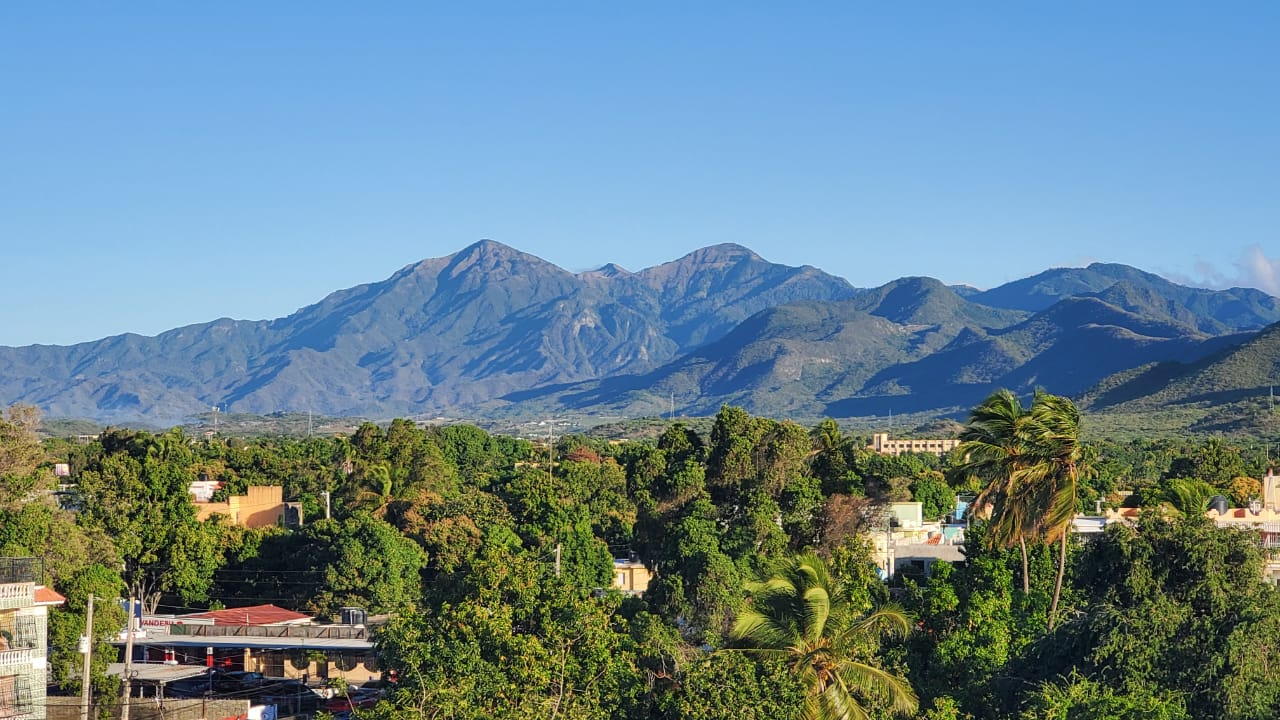
Los Guayuyos, El Naranjo y El Manaclar

En esta Región está ubicada la parte sur de la Cordillera Central, donde se encuentran las mayores alturas de todas las islas del Caribe. En toda su extensión esta zona de producción está marcada por unas condiciones climatológicas óptimas para el cultivo del café, una pluviometría media anual cercana a los 1,500 mm y suelos predominantemente ácidos y ácidos magnésicos con una textura mayoritariamente franco-arenosa y franco-arcillosa.
En esta Región se ubica el sur de la Cordillera Central, La Barbacoa con 1,743 m s. n. m., siendo la más alta de la zona sur de la Cordillera Central, Los Guayuyos, Los Naranjos, El Firme Rodríguez y el Manaclar. También se ubican en esta región la Bahía de Ocoa y la Bahía de Las Calderas.
También se destacan el parque nacional Luis Quinn, el parque nacional Máximo Gómez, el Cerro de Bocanigua y la Reserva Científica de La Barbacoa, declarada mediante el Decreto 233-096, ratificada por la Ley de Medio Ambiente y Recursos Naturales 64-000, y la Ley Sectorial Sobre Áreas Protegidas 202-04, para la conservación de cuencas hidrográficas y nacimientos de arroyos y fuente acuíferos como el Río Nizao.

## Recursos agrícolas
Es la región que tiene mayor cantidad de unidades productivas en el país, con 49,909 (15.6%) del total de 319,676. En esta región se cultiva la cebolla, tomate, plátano, mango, lechoza, cajuil, banana, ají, sixal, Cereales, raíces y tubérculos, café, papa, habichuela, zanahoria, repollo, maní, aguacate, entre otros. La ley 409 ha favorecido con la instalación de empresas agroindustriales y las zonas francas.
En esta zona se ubica el área de producción del café uva, que se sitúa entre una cota mínima de los 600 metros y una máxima de 1.300 metros sobre el nivel del mar. Dicha área de producción tiene una superficie total de 125,066.98 ha, si bien la superficie dedicada al cultivo en la actualidad es de aproximadamente, 22,275.98 ha, lo que representa el 17.81% de la superficie total.
La Región Valdesia es la subregión que tiene mayor cantidad de unidades productivas en el país, con 49,909 (15.6%) del total de 319,676. La provincia Peravia tiene 6,572 fincas, San Cristóbal 20,048 y San José de Ocoa 6,715.

### Café Valdesia
El Café de Valdesia está constituido por el fruto del cafeto (Coffea arábica L.) cultivado bajo sombra natural, a partir de las variedades Typica y Caturra, proveniente de las principales zonas cafetaleras de las provincias Ocoa, Peravia y San Cristóbal. El Café de Valdesia en oro se caracteriza desde una perspectiva física por el gran tamaño del grano y por su característico color verde grisáceo homogéneo. Su densidad aparente es igual o superior a los 675 g/l, con un nivel de humedad que oscila entre 10-11.5%.
El Café de Valdesia está reconocido y protegido legalmente como Denominación de Origen Protegida en la República Dominicana y a nivel internacional. Cuenta con registros marcarios en Estados Unidos y la Unión Europea, abarcando sus 27 Estados miembros.

## Recursos hídricos

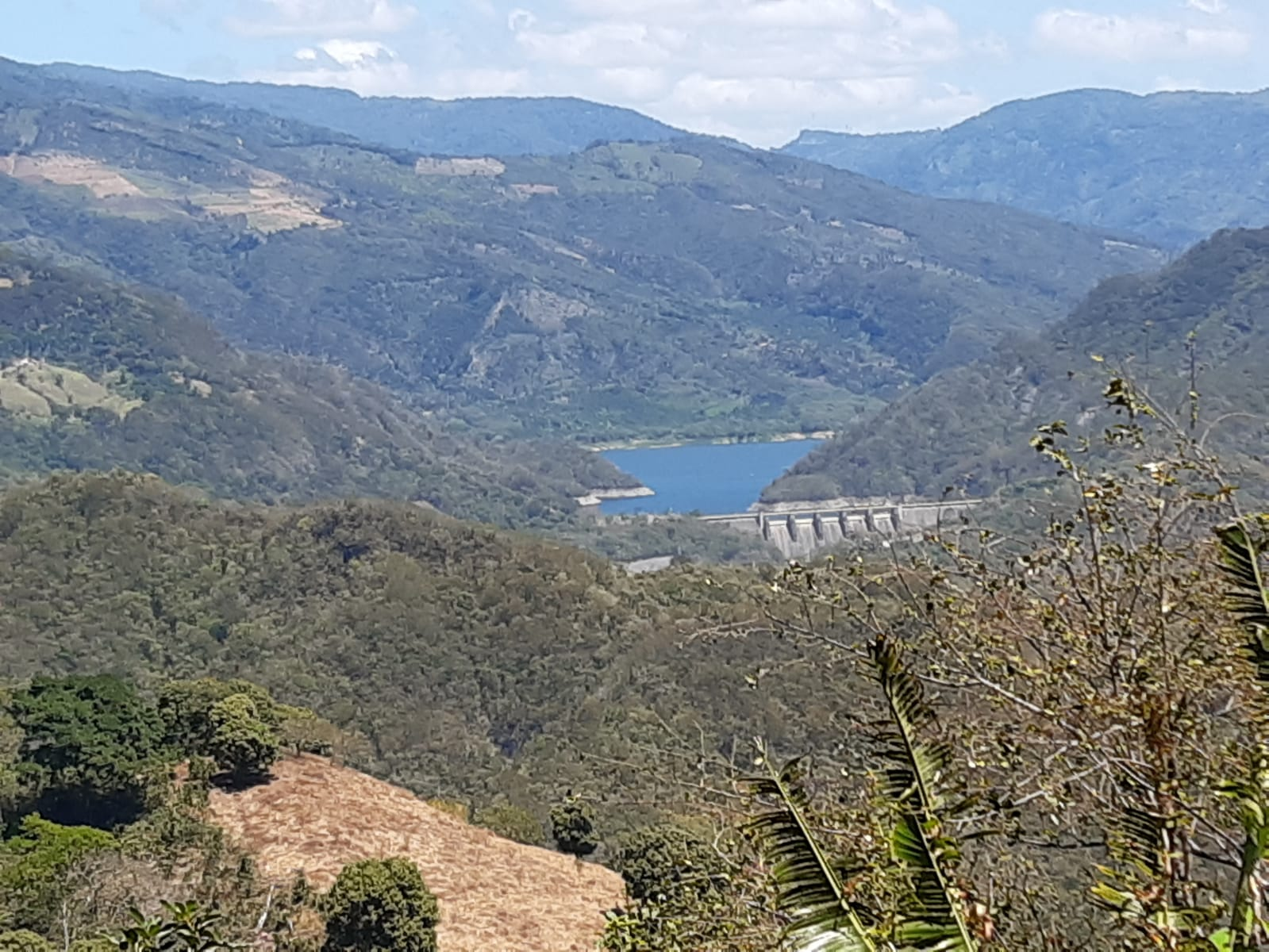
Presa de Valdesia vista desde el poblado de Iguana, Prov. Peravia

En esta región se encuentra la presa de Valdesia siendo la principal presa de abastecimiento de agua potable para la población de la capital de la República y las provincias de Santo Domingo, San Cristóbal y Peravia,  a través del Acueducto Valdesia-Santo Domingo. 
Las presas de Jigüey y Aguacate pemplean las aguas del río Nizao, entre las provincias Peravia, San José de Ocoa y San Cristóbal, en la región sur del país. Este complejo hidroeléctrico junto con la presa de Valdesia tiene una capacidad de generación de 150 millones de megavatios, lo que lo convierte en el más grande de la isla en términos de producción de energía.
Los ríos más importantes de esta región son el Haina, Nizao, Ocoa, Nigua, Río Baní y Yubazo. También las Lagunas de Don Gregorio y Juan Varón.  Entre las playa se destacan Salinas, Palmar de Ocoa, Najayo, Nizao, Matanzas, Los Corbanitos, Palenque, el derrumbao, Sabana de Uveros, Catalina, los ñoños, los cuadritos, playa Gringo.

## Biodiversidad
Próximo al trifinio que une a las provincias de San Cristóbal, Peravia y Ocoa, se encuentra la Reserva Científica “Loma La Barbacoa”. Esta reserva tiene una gran relevancia en el campo botánico, con la presencia de 32 géneros de helechos y 30 especies de orquídeas, de las cuales seis son endémicas. Aquí se han reportado 11 especies de plantas consideradas en vías de extinción, entre ellas, seis orquídeas y dos helechos arborescentes.
En las aves se reportan 65 especies, entre las que se pueden citar la cotorra (Amazona ventralis), el perico (Aratinga chloroptera), el carrao (Aramus guarauna) y el papagayo (Priotelus roseigaster). Del total de aves endémicas reportadas para el país se han localizado alrededor de 50% de las especies dentro de esta área protegida. En cuanto a los mamíferos, se ha reportado para esta reserva la presencia del murciélago (Monophyllus redmani) y cinco diferentes especies de reptiles.

## Población
- Peravia: 785.08 km² y 189,362 habitantes.
- San Cristóbal: 1,240.32 km². y 557,270 habitantes.
- San José de Ocoa: 856.04 km² y 58,817 habitantes.

## Ciudades importantes
San Cristóbal, constituida por su municipio cabecera San Cristóbal y los municipios de Cambita Garabito, Sabana Grande de Palenque, San Gregorio de Nigua, Los Cacaos, Bajos de Haina, Yaguate y Villa Altagracia y los distritos municipales: Hato Damas, Hatillo, Cambita El Pueblecito, El Carril, Quita Sueño, Doña Ana, La Cuchilla, Medina y San José del Puerto.
Peravia está constituida por tres municipios: Baní, municipio cabecera, Nizao; y Matanzas y los distritos municipales: Sabana Buey, Paya, Villa Sombrero, Villa Fundación, El Carretón, Catalina, El Limonal, Las Barías, Pizarrete y Santana.
La Provincia San José de Ocoa está conformada por San José de Ocoa, su municipio cabecera; los municipios de Sabana Larga y Rancho Arriba y los Distritos Municipales de La Ciénaga, El Pinar, Nizao-Las Auyamas y El Naranjal.

## Directiva
- Presidente:Santo Ramirez (Baní)
- 1er. Vice Presidente:	Modesto Lara Encarnación (Los Cacaos)
- 2do. Vice Presidente:	Guillermo Comas (Sabana Yegua)
- Secretario General:Susi Josefina Pérez	(Matanzas)
- Sub-Secretario General:Milton Brea	(Sabana Larga)
- Tesorera:Fernando Meléndez (Guayabal)
- 1er. Vocal:Carmen Ramírez (Las yayaas de Viajama)
- 2do. Vocal:Angela Dipré	(Sabana Grande de Palenque)
- 3er. Vocal:Brennis Fontanez	(Las Charcas)
- 4to. Vocal:José Peña	(Cambita Garabito)
- Asesora:Rosa Peña	(Yaguate)
- Asesora:Magnolia Ramírez	(Peralta)
- Asesor:Aneudy Ortiz Sajiun	(San José de Ocoa)

## Galería

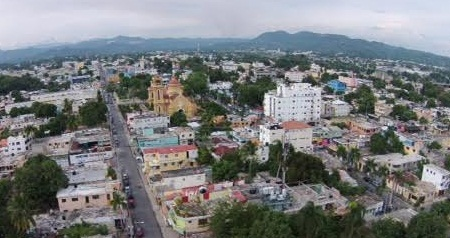
San Cristóbal
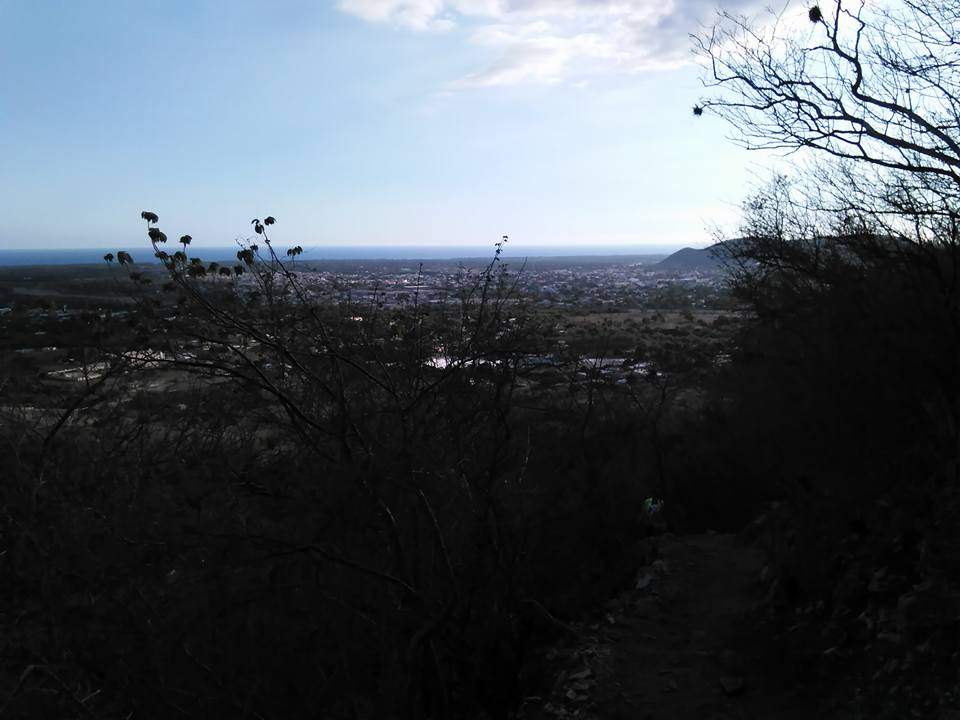
Baní
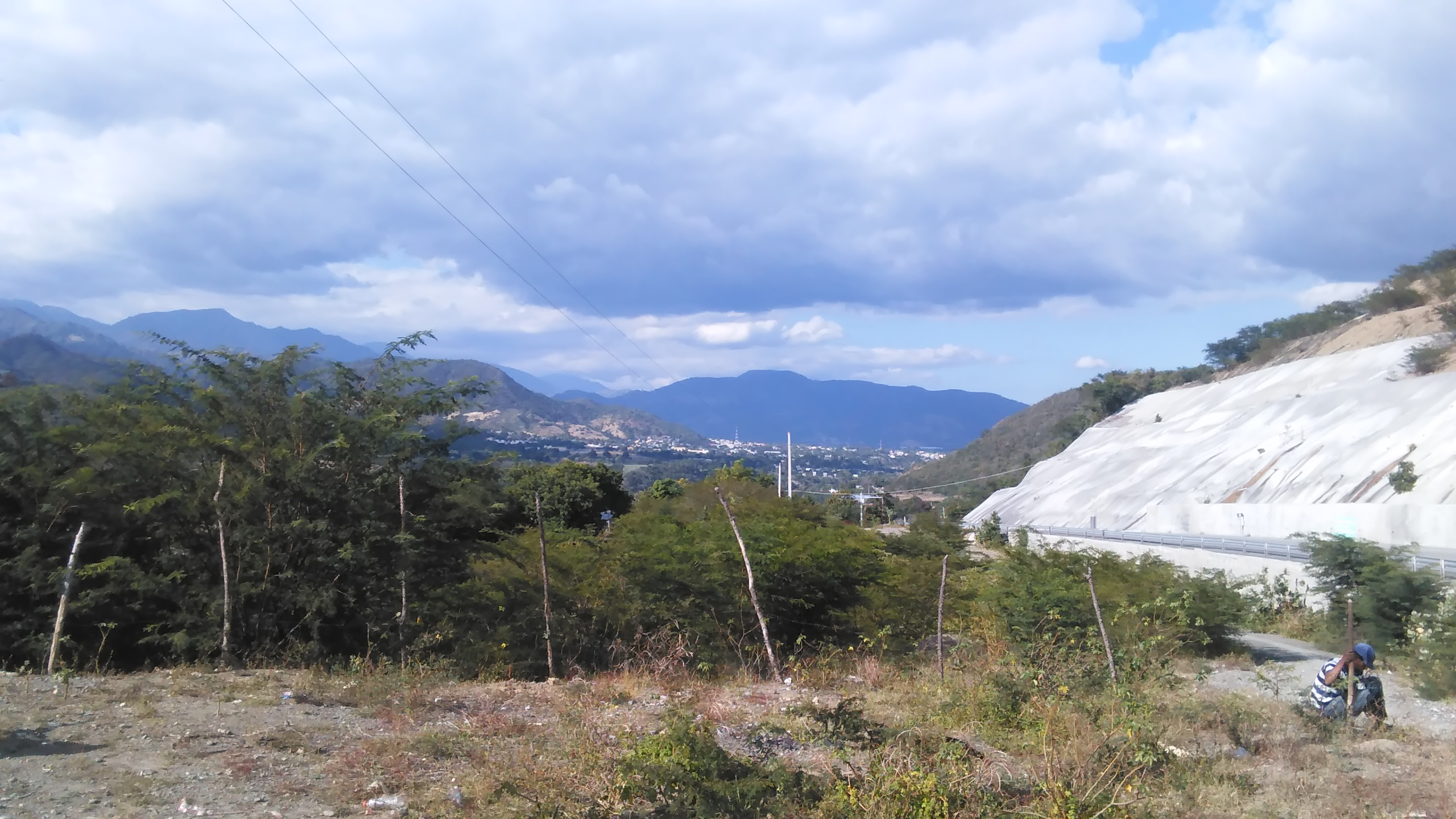
San José de Ocoa